# فرودگاه خلیج هیدن
فرودگاه خلیج هیدن (به انگلیسی: Hidden Bay Airport) یک فرودگاه همگانی است . این فرودگاه در کشور کانادا قرار دارد و در ارتفاع ۴۴۰ متری از سطح دریا واقع شده‌است.